# Eichenbarleben
Eichenbarleben ist ein Ortsteil der Einheitsgemeinde Hohe Börde im Landkreis Börde in Sachsen-Anhalt.

## Geographie
Die Gemeinde liegt in der Magdeburger Börde an der Bundesstraße 1 zwischen Magdeburg und Helmstedt. Durch die Gemeinde fließt die Olbe, die bei Hundisburg in die Beber mündet.

### Ortschaftsgliederung
Die Ortschaft Eichenbarleben bildet sich durch die Ortsteile Eichenbarleben, Mammendorf und dem Wohnplatz Bahnhof Ochtmersleben.

## Geschichte
Der in Sachsen-Anhalt weit verbreitete Ortsnamensbestandteil -leben bedeutet: „Hinterlassenschaft, Erbe“. Er ist grundsätzlich mit Personennamen im ersten Namensbestandteil kombiniert.
Eichenbarleben wurde 1140 erstmals urkundlich erwähnt. Eine Wasserburg 1283. Im Jahre 1313 als Eckenbardeleve im Lehnsregister der reichsfreien Edelherren von Meinersen. Deren Besitzungen im Ort an Adelsfamilien oder Burgmannen zu Hundisburg verlehnt wurden, bis die Edelherren ihren gesamten Besitz in Eichenbarleben 1313 dem Kloster Althaldensleben schenkten.
Von 1807 bis 1813 gehörte Eichenbarleben (Kanton Eichenbarleben, Distrikt Neuhaldensleben, Departement der Elbe) dem Königreich Westphalen, von 1816 bis 1944 der Provinz Sachsen an. In der Gemeinde, in dem vom 15. bis 19. Jahrhundert die Familie von Alvensleben und dann bis 1945 die von Krosigk ihren Sitz hatte, befindet sich das Schloss Eichenbarleben.
Am 1. Juli 1950 wurden die Gemeinden Mammendorf und Ochtmersleben nach Eichenbarleben eingemeindet. Ochtmersleben erlangte am 1. Mai 1984 wieder seine Selbständigkeit.
Am 1. Januar 2010 schlossen sich die bis dahin selbstständigen Gemeinden Eichenbarleben, Ackendorf, Bebertal, Groß Santersleben, Hermsdorf, Hohenwarsleben, Irxleben, Niederndodeleben, Nordgermersleben, Ochtmersleben, Schackensleben und Wellen zur neuen Gemeinde Hohe Börde zusammen.

### Einwohnerentwicklung
| Jahr      | 1785 | 1820 | 1842 | 1890 | 1970 | 2008 | 2020 |
| --------- | ---- | ---- | ---- | ---- | ---- | ---- | ---- |
| Einwohner | 427  | 566  | 655  | 1070 | 2489 | 1169 | 910  |

## Politik
Für den Ortsteil Eichenbarleben wurde eine Ortschaftsverfassung eingeführt. Der Ortschaftsrat von Eichenbarleben besteht aus 7 Mitgliedern.

### Wappen
Das Wappen wurde am 8. September 1998 durch das Regierungspräsidium Magdeburg genehmigt.
Blasonierung: „Gold über Grün durch Wellenschnitt geteilt; oben ein aufrechter grüner Eichenzweig mit einer goldenen Eichel zwischen zwei Blättern, unten ein goldener Pflug.“
Die zwei Eichenblätter symbolisieren die beiden Orte Eichenbarleben und Mammendorf, die in der Mitte befindliche Eichel steht für den Reichtum der Börde. Die Teilung des Wappens soll die 7 Kurven darstellen (ehemalige Poststraße von Königsberg nach Aachen) die heute noch den typischen Dorfcharakter des Ortes unterstreichen. Außerdem steht der Wellenschnitt für das Flüsschen Olbe, das durch Eichenbarleben fließt. Der Pflug symbolisiert das Bauerntum, welches früher und auch noch heute in der Gemeinde stark vertreten ist. Die Farben des Ortes sind Gelb - Grün.

## Religion
An der Bundesstraße 1, nur rund 60 Meter voneinander entfernt, befinden sich die beiden Kirchen von Eichenbarleben:

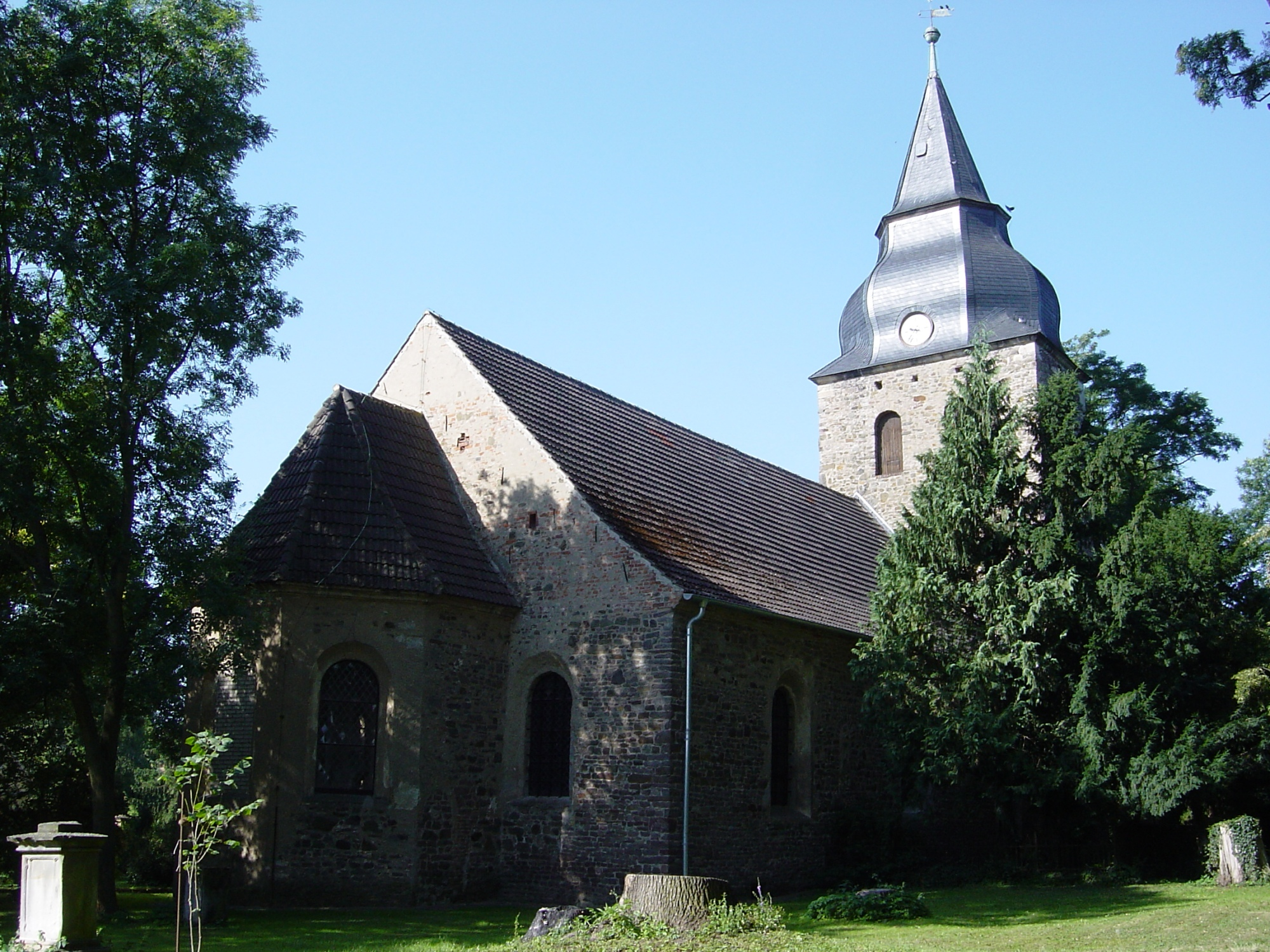
St.-Nicolai-Kirche

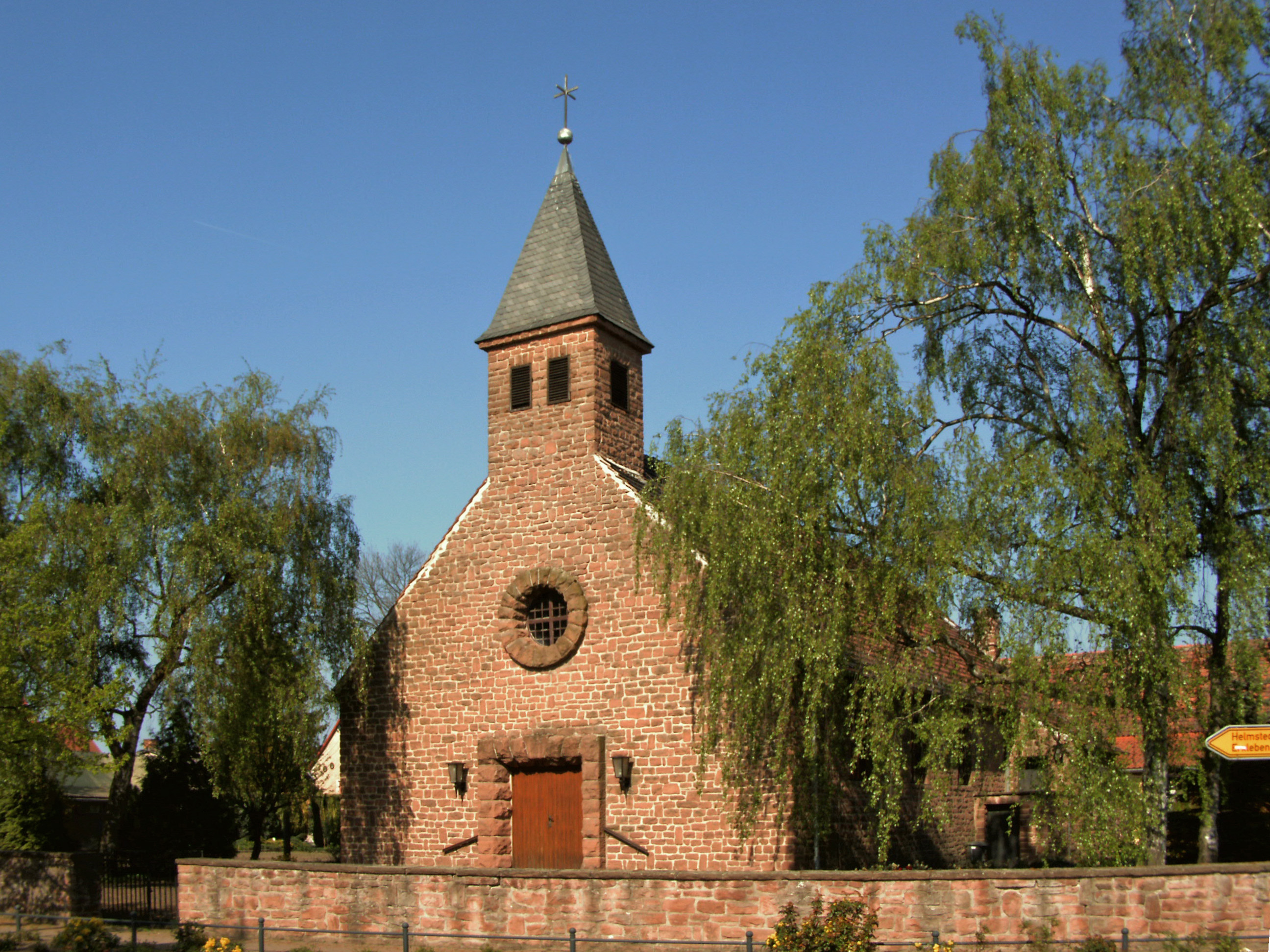
St.-Benedikt-Kirche

Die große St.-Nicolai-Kirche, benannt nach Nikolaus von Myra, stammt vermutlich aus dem 13. Jahrhundert. Ihre Kirchengemeinde gehört heute zum Pfarrbereich Irxleben im Kirchenkreis Haldensleben-Wolmirstedt der Evangelischen Kirche in Mitteldeutschland.
Die kleine St.-Benedikt-Kirche, benannt nach Benedikt von Nursia, wurde 1952/53 erbaut. Seit 2010 gehört die katholische Kirche zur Pfarrei St. Christophorus mit Sitz in Haldensleben. Bemerkenswert an der St. Benedikt-Kirche ist das auf dem Turm befindliche Kreuz. Abweichend von der gewohnten Form hat es nicht wie üblich zwei Kreuzbalken, sondern drei. In jede Himmelsrichtung weist ein Kreuzbalken, und von jeder Blickrichtung aus ist es als Kreuz erkennbar. Im Innenraum ist der acht Heilige darstellende Wandteppich aus den 1950er Jahren beachtenswert.

## Persönlichkeiten

### Söhne und Töchter des Ortes
- Gebhard XXVIII. von Alvensleben (1734–1801), Landrat und Gutsbesitzer
- Werner VIII. von Alvensleben (1802–1877), preußischer Generalleutnant
- Gustav von Alvensleben (1803–1881), preußischer General der Infanterie
- Constantin von Alvensleben (1809–1892), preußischer General der Infanterie
- Hans von Krosigk (1866–1942), Landrat

### Personen, die mit dem Ort in Verbindung stehen
- Andreas I. von Alvensleben (1495 in Hundisburg–1565) war Burgherr auf Burg Calvörde sowie Schlossherr von Schloss Eichenbarleben und Schloss Randau.
- Gottfried Behrndt (1693–1743), Amtmann, Genealoge und Schriftsteller
- Wilhelm Horn (1847-unbekannt), lebte zeitweise in der Ortschaft, Schriftsteller und sogenannter Bördepoet[6][7]
- Franz Eiselt (1905–1986), LPG-Vorsitzender und Volkskammerabgeordneter (CDU)